# Philipp Köhn
Philipp François Köhn (ur. 2 kwietnia 1998 w Dinslaken) – szwajcarski piłkarz niemieckiego pochodzenia występujący na pozycji bramkarza we francuskim klubie AS Monaco. Wychowanek VfB Stuttgart, w trakcie swojej kariery grał także w takich zespołach, jak Red Bull Salzburg, RB Leipzig, FC Liefering oraz FC Wil. Młodzieżowy reprezentant Niemiec i Szwajcarii.